# Anna Karina
Anna Karina, nata Hanna Karin Blarke Bayer (Solbjerg, 22 settembre 1940 – Parigi, 14 dicembre 2019), è stata un'attrice, sceneggiatrice, regista, compositrice e produttrice cinematografica danese che lavorò soprattutto in Francia. Fu sposata con il regista Jean-Luc Godard, per il quale interpretò sette film tra il 1960 e il 1967, diventando uno dei volti-simbolo della Nouvelle Vague.

## Biografia

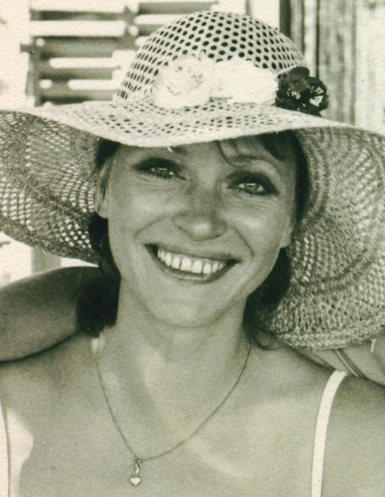
Anna Karina nel 1977

Suo padre era un capitano marittimo, e lasciò la madre di Anna poco dopo la sua nascita. La futura attrice venne cresciuta dai nonni materni sino all'età di quattro anni, e trascorse il resto dell'infanzia in varie abitazioni, prima di tornare a vivere con la madre a otto anni. Descrisse la sua infanzia come una "terribile volontà di essere amata" e tentò svariate volte di fuggire di casa. Iniziò la carriera da attrice in Danimarca, cantando nei cabaret, per poi lavorare come modella e apparire in spot pubblicitari e cortometraggi.
Nel 1958 si trasferì a Parigi dove incontrò Pierre Cardin e Coco Chanel, che la convinsero a cambiare il suo nome in Anna Karina. Quando era ancora una modella, venne notata da Jean-Luc Godard, al tempo solo un critico cinematografico per i Cahiers du cinéma. La sua prima apparizione in un film risale al 1959, ma l'opera non venne autorizzata perché il finale era molto simile a quello di Sul passaggio di alcune persone attraverso un'unità di tempo piuttosto breve di Guy Debord. La sequenza conclusiva era accompagnata dalla voce di Debord, che diceva: "Le minacce ricevute durante un momento strano sono le più grandi riflessioni di una cosa strana dalla vita".

Secondo il biografo ufficiale di Godard, Colin Macabe, Karina doveva originariamente partecipare al suo film di debutto, Fino all'ultimo respiro, girato lo stesso anno in cui lei recitò in una serie di spot per la Palmolive, ricoperta da bolle di sapone. Godard le offrì una parte importante nel film, che ella rifiutò perché presentava una scena di nudo: quando il regista ne chiese la ragione, la Karina rispose che nello spot Palmolive era sì apparentemente nuda, ma in realtà indossava un costume da bagno ed era inoltre coperta di bolle di sapone sino al collo, sicché il nudo era "immaginario". Il personaggio che Godard le aveva riservato non comparve nel montaggio finale del film, ma lei accettò comunque il ruolo che il regista le offrì in Le Petit Soldat (1960), lungometraggio dai contenuti politici che però uscì nelle sale solo tre anni più tardi per problemi di censura. Godard e la Karina si sposarono il 3 marzo 1961 durante le riprese di La donna è donna, e divorziarono nel 1968.

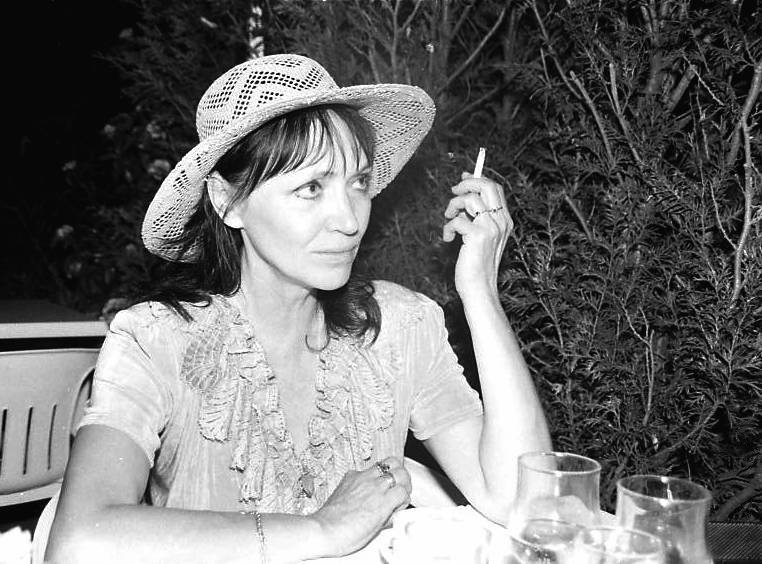
Anna Karina nel 1994

Karina venne premiata come miglior attrice al Festival di Berlino del 1961 per l'interpretazione di Angela nel film La donna è donna. La sua carriera di attrice non si limitò solamente alle opere di Godard, ma divenne la musa di molti altri registi. La sua interpretazione in Suzanne Simonin, la religiosa di Jacques Rivette è considerata una delle sue migliori. Recitò anche in Lo straniero (1967) di Luchino Visconti, in Rapporto a quattro (1969) di George Cukor, In fondo al buio (1969) di Tony Richardson, Appuntamento a Bray (1971) di André Delvaux, Pane e cioccolata (1974) di Franco Brusati e Roulette cinese (1976) di Rainer Werner Fassbinder. Si autodiresse in Vivre ensemble (1973) e Victoria (2008). A teatro fu poi protagonista di La religiosa, Pour Lucrece, Toi et tes nuages, Il fait beau jour et nuit e Apre le repitition.
La Karina intraprese anche una carriera da cantante. All'inizio degli anni 1960 interpretò due dei maggiori successi francesi dell'epoca, Roller Girl e Sous le soleil exactement, entrambe dalla commedia musicale Anna, in cui cantava sette canzoni al fianco di Serge Gainsbourg e Jean-Claude Brialy.
L'attrice inoltre scrisse tre romanzi e fece diverse apparizioni in televisione. Nel 2005 realizzò Chansons de films, una raccolta di canzoni ascoltate nei film. Dopo il matrimonio con Godard, si sposò altre tre volte: con lo sceneggiatore-attore Pierre Fabre, con il regista-attore Daniel Duval e con il regista Dennis Berry, ex-marito di Jean Seberg e figlio dello statunitense John Berry. Nel 1996 il regista italiano Armando Ceste le ha dedicato un film, girando su di lei un documentario-intervista intitolato Anna Karina - Il volto della Nouvelle Vague. 
Da tempo malata di cancro, muore il 14 dicembre 2019 a Parigi.

## Filmografia

### Cinema
- Le Petit Soldat, regia di Jean-Luc Godard (1960)
- La donna è donna (Une femme est une femme), regia di Jean-Luc Godard (1961)
- Cleo dalle 5 alle 7 (Cléo de 5 à 7), regia di Agnès Varda (1962)
- Come uccidere un'ereditiera (She'll Have to Go), regia di Robert Asher (1962)
- Il sole sulla pelle (Le soleil dans l'oeil), regia di Jacques Bourdon (1962)
- Questa è la mia vita (Vivre sa vie: Film en douze tableaux), regia di Jean-Luc Godard (1962)
- Le quattro verità (Les quatre vérités), regia di Alessandro Blasetti, Hervé Bromberger (1962)
- La schiava di Bagdad (Shéhérazade), regia di Pierre Gaspard-Huit (1963)
- Confetti al pepe (Dragées au poivre), regia di Jacques Baratier (1963)
- Bande à part, regia di Jean-Luc Godard (1964)
- Il piacere e l'amore (La Ronde), regia di Roger Vadim (1964)
- La calda pelle (De l'amour), regia di Jean Aurel (1964)
- Agente Lemmy Caution: missione Alphaville (Alphaville, une étrange aventure de Lemmy Caution), regia di Jean-Luc Godard (1965)
- Le soldatesse, regia di Valerio Zurlini (1965)
- Un marito a prezzo fisso (Un mari à prix fixe), regia di Claude de Givray (1965)
- Il bandito delle 11 (Pierrot le fou), regia di Jean-Luc Godard (1965)
- Suzanne Simonin, la religiosa (La religieuse), regia di Jacques Rivette (1966)
- Una storia americana (Made in U.S.A.), regia di Jean-Luc Godard (1966)
- L'amore attraverso i secoli (Le plus vieux métier du monde), regia di Claude Autant-Lara, Mauro Bolognini (1967)
- Lo straniero, regia di Luchino Visconti (1967)
- Gioco perverso (The Magus), regia di Guy Green (1968)
- Prima che venga l'inverno (Before Winter Comes), regia di J. Lee Thompson (1969)
- La spietata legge del ribelle (Michael Kohlhaas - Der Rebell), regia di Volker Schlöndorff (1969)
- In fondo al buio (Laughter in the Dark), regia di Tony Richardson (1969)
- Rapporto a quattro (Justine), regia di George Cukor (1969)
- L'assassino ha prenotato la tua morte (Le Temps de mourir), regia di André Farwagi (1970)
- Rendez-vous à Bray, regia di André Delvaux (1971)
- Scacchiera di spie (The Salzburg Connection), regia di Lee H. Katzin (1972)
- L'invenzione di Morel, regia di Emidio Greco (1974)
- Pane e cioccolata, regia di Franco Brusati (1974)
- Uova strapazzate (Les oeufs brouillés), regia di Joel Santoni (1976)
- Roulette cinese (Chinesisches Roulette), regia di Rainer Werner Fassbinder (1976)
- L'amico di Vincent (L'Ami de Vincent), regia di Pierre Granier-Deferre (1983)
- Ultima estate a Tangeri (Dernier été à Tanger), regia di Alexandre Arcady (1987)
- L'opera al nero (L'oeuvre au noir), regia di André Delvaux (1988)
- Alto basso fragile (Haut bas fragile), regia di Jacques Rivette (1995)
- The Truth About Charlie, regia di Jonathan Demme (2002)
- Moi César, 10 ans ½, 1m39, regia di Richard Berry (2003)

### Televisione
- Le spie (I Spy) – serie TV, episodio 2x05 (1966)

## Riconoscimenti
- 1961 – Festival internazionale del cinema di Berlino
  - Migliore attrice per La donna è donna
- 1988 – Premio César
  - Candidatura per la migliore attrice non protagonista per Cayenne Palace
- 2003 – Bilbao International Festival of Documentary and Short Films
  - Premio Mikeldi onorario
- 2016 – Premio Bodil
  - Premio Bodil onorario

## Doppiatrici italiane
Anna Karina è doppiata da Lorenza Biella, Gabriella Genta, Ada Maria Serra Zanetti, Melina Martello, Marzia Ubaldi e Solvejg D'Assunta, oltre alle seguenti:
- Maria Pia Di Meo in La donna è donna, La calda pelle, Lo straniero
- Rita Savagnone in Agente Lemmy Caution: missione Alphaville, Il bandito delle 11, Pane e cioccolata
- Fiorella Betti in Questa è la mia vita, Suzanne Simonin, la religiosa
- Sonia Scotti in Ultima estate a Tangeri, L'opera al nero
- Vittoria Febbi in Scacchiera di spie